# Lancaster (wieś)
Lancaster – wieś w Stanach Zjednoczonych, w stanie Nowy Jork, w hrabstwie Erie.